# Envenenamiento masivo en Pont-Saint-Esprit en 1951

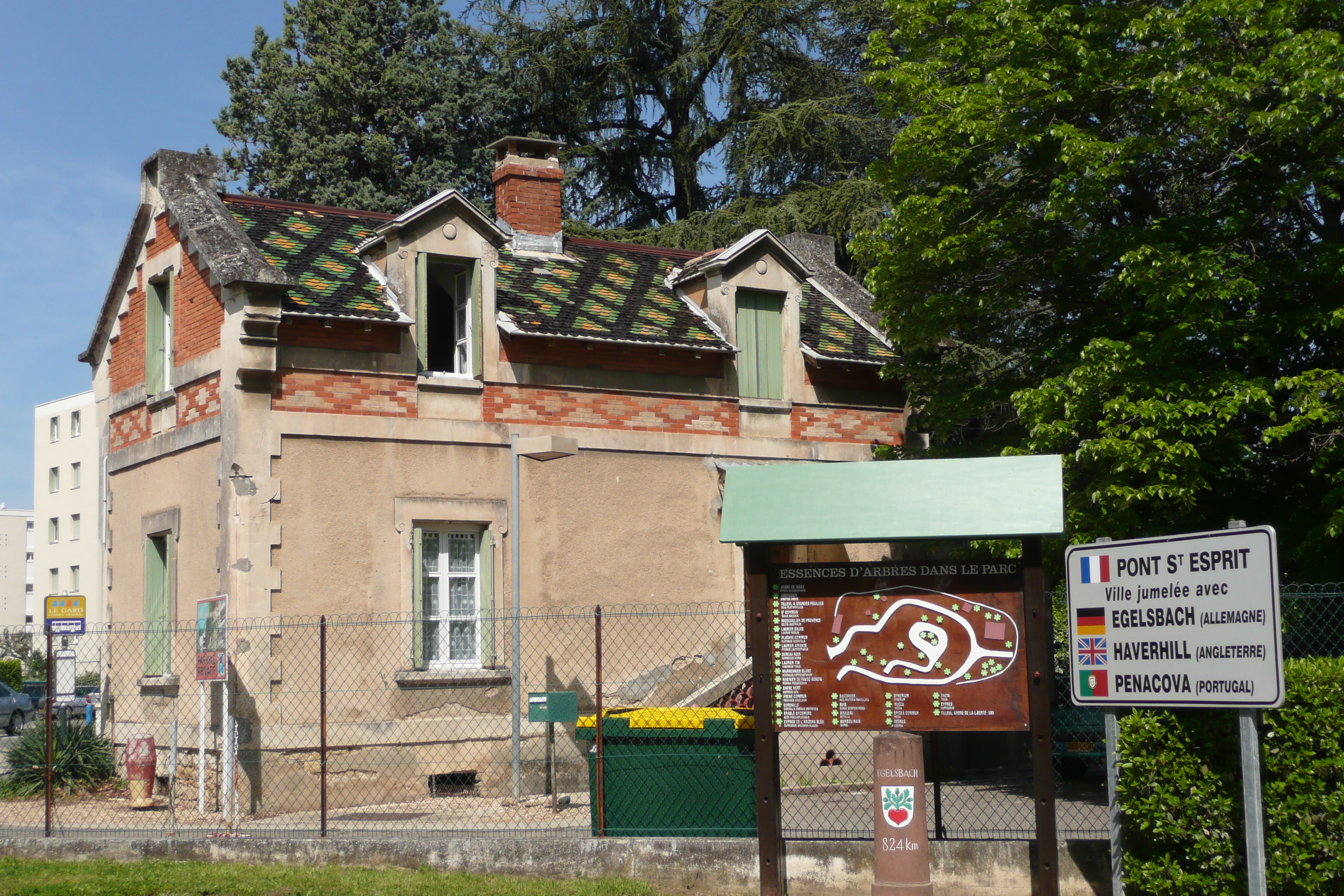
Casa en el antiguo pueblo de Pont-Saint-Esprit

El envenenamiento masivo en Pont-Saint-Esprit en 1951, también conocido como Le Pain Maudit (en español: el pan maldito), fue un envenenamiento en masa ocurrido el 15 de agosto de ese año en el pequeño pueblo de Pont-Saint-Esprit, en el sur de Francia. Más de 250 personas se vieron involucradas, incluyendo 50 personas internadas en asilos y 7 muertos. Se sospechaba de una enfermedad transmitida por medio de los alimentos, y entre estos se pensaba inicialmente que era un caso de "pan maldito".
La mayoría de las fuentes académicas aceptan el envenenamiento del cornezuelo de centeno como la causa de la epidemia, mientras que algunos teorizan otras causas como envenenamiento por mercurio, micotoxinas o tricloruro de nitrógeno. Los teóricos han especulado que la Agencia Central de Inteligencia de los Estados Unidos (CIA) envenenó intencionalmente a la población para probar un "agente delirante incapacitante" durante la Guerra Fría.

## Envenenamiento
Poco después del incidente, en septiembre de 1951, los científicos que escribían en la revista British Medical Journal declararon que "el brote de intoxicación" fue producido por el moho del cornezuelo de centeno. Las víctimas parecían tener una conexión común. Habían comido pan de la panadería de Roch Briand, a quien posteriormente se culpó por el uso de harina hecha de centeno. Según los informes de la época, la harina había sido contaminada por un hongo similar a la droga alucinógena dietilamida del ácido lisérgico (LSD).

## Otras teorías
Investigaciones posteriores sugirieron intoxicación por mercurio debido al uso de Panogen u otros fungicidas usados para tratar granos y semillas.
En 1982, un investigador francés sugirió que el aspergillus fumigatus, un hongo tóxico producido en los silos de grano, era un posible culpable.
En 2008, el historiador Steven Kaplan publicó un libro sobre el incidente (en francés), titulado Le Pain Maudit. Kaplan afirma que el incidente no estuvo relacionado con la investigación del LSD ni con el envenenamiento del cornezuelo de centeno. El libro de Kaplan sostiene que el envenenamiento pudo haber sido causado por tricloruro de nitrógeno utilizado artificialmente (y de forma ilegal) como blanqueador para la harina.

## Teorías conspirativas
En el libro de John Grant Fuller The Day of Saint Anthony's Fire, de 1968, el autor llega a la conclusión de que una forma de cornezuelo de centeno que "lógicamente tiene que ser similar al LSD" fue la causa más probable, pero que posiblemente nunca se tenga la certeza puesto que los toxicólogos y médicos no pudieron llegar a un acuerdo. Fuller afirma que los síntomas expuestos por las víctimas en Pont-Saint-Esprit no eran compatibles con envenenamiento por mercurio.
En su libro de 2009 A Terrible Mistake, el periodista Hank P. Albarelli Jr. alega que la División de Operaciones Especiales de la Agencia Central de Inteligencia (CIA) usó LSD en la población de Pont-Saint-Esprit como parte de su experimento químico MKNAOMI. Según Albarelli, la explicación de la contaminación del cornezuelo de centeno ha sido cuestionada y "descartada".
Albarelli escribió que la explicación del cornezuelo de centeno se basó en las conclusiones de los bioquímicos enviados a la escena del episodio desde la cercana Sandoz Chemical Company (ahora llamada Novartis), con sede en Basilea, Suiza.
Albarelli cita numerosos documentos desclasificados de los Estados Unidos, algunos de los cuales mencionan directamente a Pont-Saint-Esprit. Según Albarelli, el envenenamiento del cornezuelo de centeno fue una historia de portada. Haciendo referencias a documentos desclasificados, escribe:

(...) los bioquímicos fueron enviados a la escena desde la Compañía Química Sandoz en Basilea, Suiza. En el contingente de Sandoz estaba el doctor Albert Hofmann, el hombre que había sintetizado el LSD por primera vez el 16 de noviembre de 1938. En ese momento (...) sólo un puñado de científicos de todo el mundo, estimado como no más de ocho a diez, sabía de la existencia de la droga hecha por el hombre. Prácticamente nadie en Francia en 1951, aparte de unos pocos funcionarios de Sandoz Chemical, era consciente de que la compañía trabajaba secretamente en estrecha colaboración con la CIA.